# Thomas Bruce, 7.º Conde de Elgin
Thomas Bruce, 7.° Conde de Elgin e 11.° Conde de Kincardine (Broomhall, Fife, 20 de julho de 1776 — Paris, 14 de novembro de 1841) foi um nobre e diplomata britânico, conhecido pela remoção de esculturas de mármore do Partenon, em Atenas — popularmente conhecidas como Mármores de Elgin. Elgin foi o embaixador britânico para o Império Otomano de 1799 até 1803. Ele tinha grande interesse por antiguidades e ficou chocado ao saber da indiferença com que os governantes turcos tratavam as esculturas gregas, que estavam nas piores condições. Seu motivo ao remover as esculturas foi preservá-las. No processo de remoção dos mármores, ele percebeu que não haveria como retirá-los sem cortá-los em pedaços. Portanto, houve considerável dano na remoção das peças. Até mesmo na época em que viveu, suas ações foram controversas.

## Biografia
A vida de Elgin no Oriente Médio foi cheia de desgraças. Perdeu o nariz por causa da sífilis, e sua família, que incluía um filho epiléptico, foi alvo de várias piadas. Na França, foi capturado e virou prisioneiro de guerra. Sua esposa deixou-o. Por fim, quando voltou para a Inglaterra e não conseguiu com o Museu Britânico a soma que desejava pelos mármores, processou o amante de sua esposa por uma alta soma de dinheiro. Divorciou-se por adultério, tornando o caso um escândalo público. Mais tarde, casou-se novamente e teve cinco filhos, entre os quais está James Bruce, 8.° Conde de Elgin.